# Hanwal, Koppal
Hanwal là một làng thuộc tehsil Koppal, huyện Koppal, bang Karnataka, Ấn Độ.